# Пальмирівська сільська рада
| Пальмирівська сільська рада — колишній орган місцевого самоврядування у П'ятихатському районі Дніпропетровської області з адміністративним центром у с. Пальмирівка. Сільській раді підпорядковані населені пункти: - с. Пальмирівка - с. Веселий Поділ - с. Дмитрівка - с. Жовтоолександрівка - с. Красний Луг - с. Нововасилівка - с. Новозалісся - с. Ровеньки - с. Трудолюбівка |

## Склад ради
Рада складається з 16 депутатів та голови.

## Керівний склад сільської ради
| ПІБ                       | Основні відомості                                                         | Дата обрання | Дата звільнення |
| ------------------------- | ------------------------------------------------------------------------- | ------------ | --------------- |
| Фальченко Микола Іванович | Сільський голова, 1947 року народження, освіта, безпартійний              | 26.03.2006   | 31.10.2010      |
| Дідок Віктор Іванович     | Сільський голова, 1959 року народження, освіта вища, член Партії регіонів | 31.10.2010   |                 |

Примітка: таблиця складена за даними джерела